# Super Nintendo Entertainment System

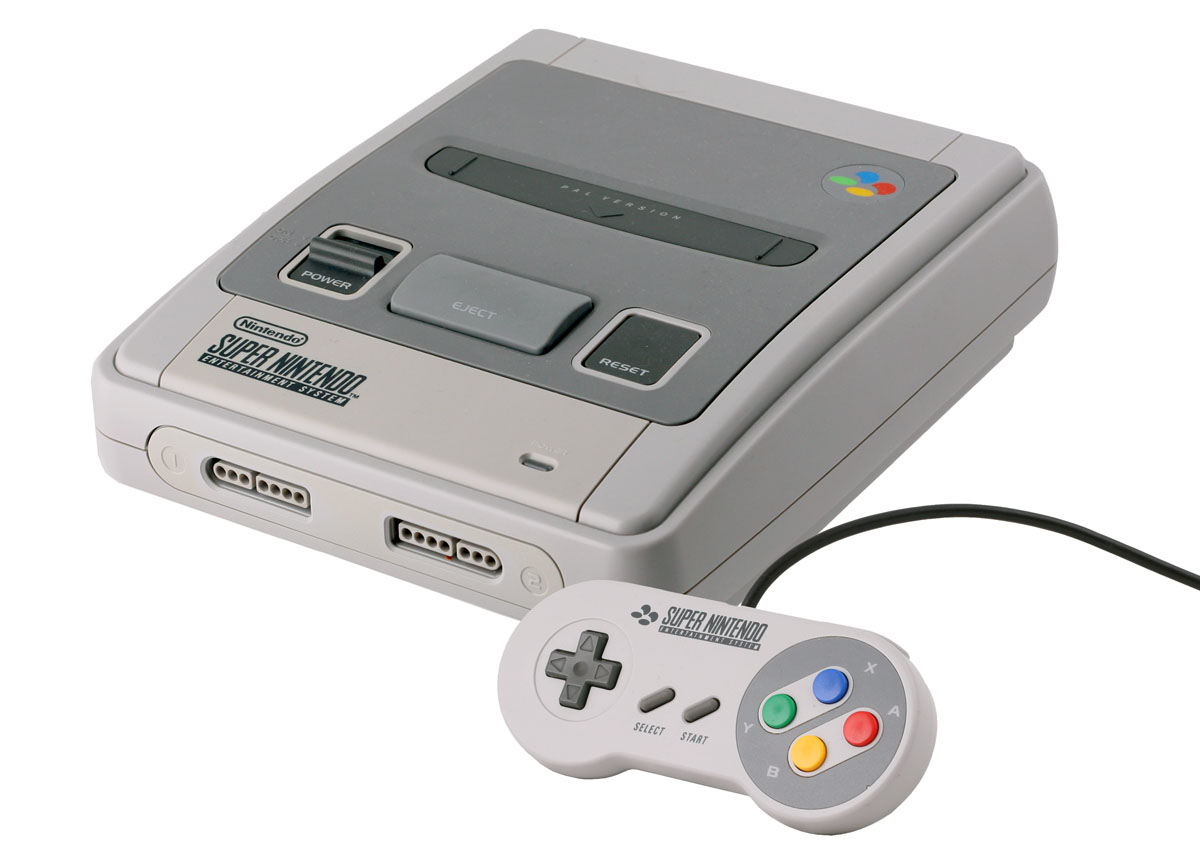
Europeiskt Super Nintendo (PAL)

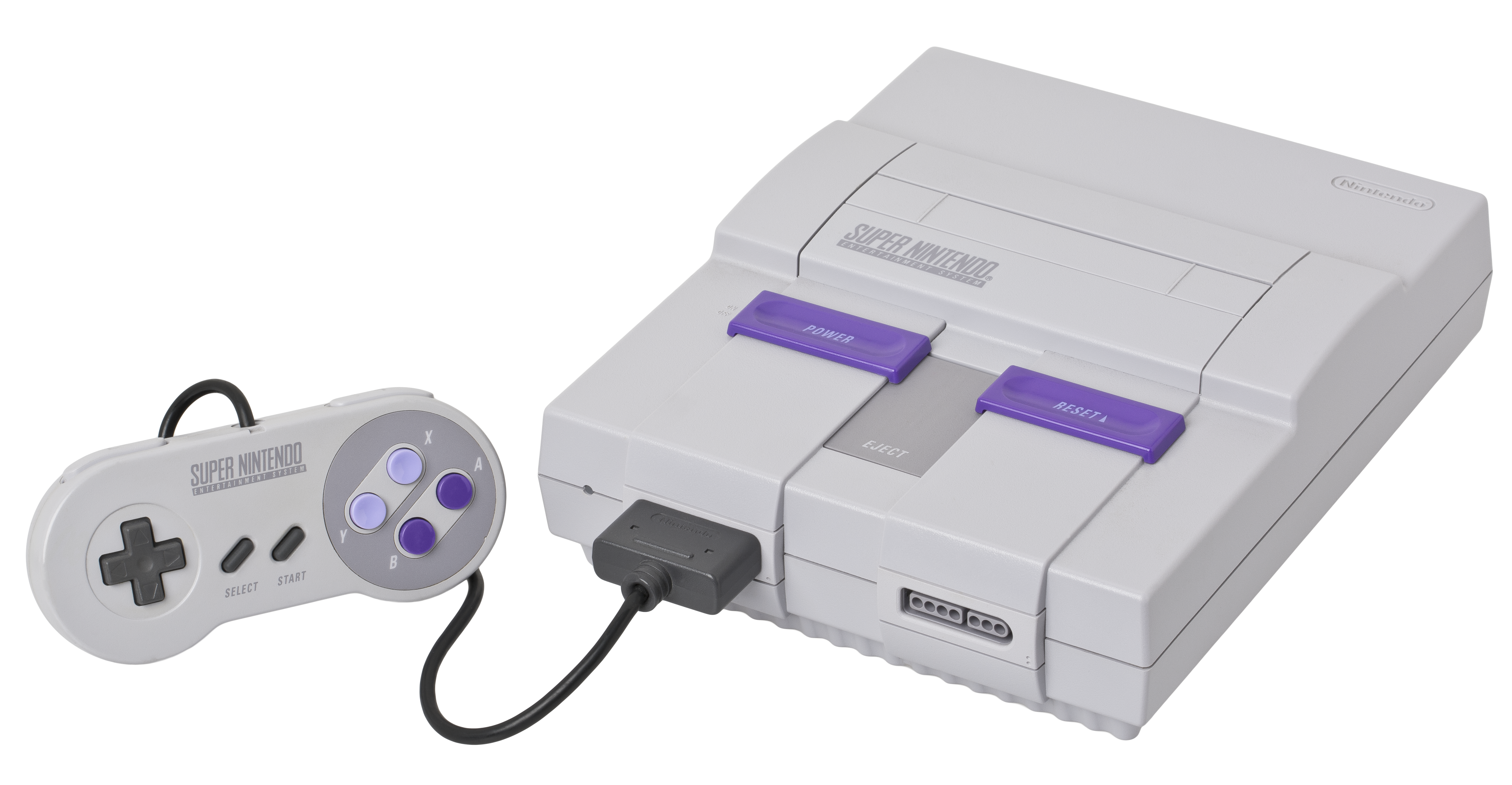
Amerikanskt Super Nintendo (NTSC)

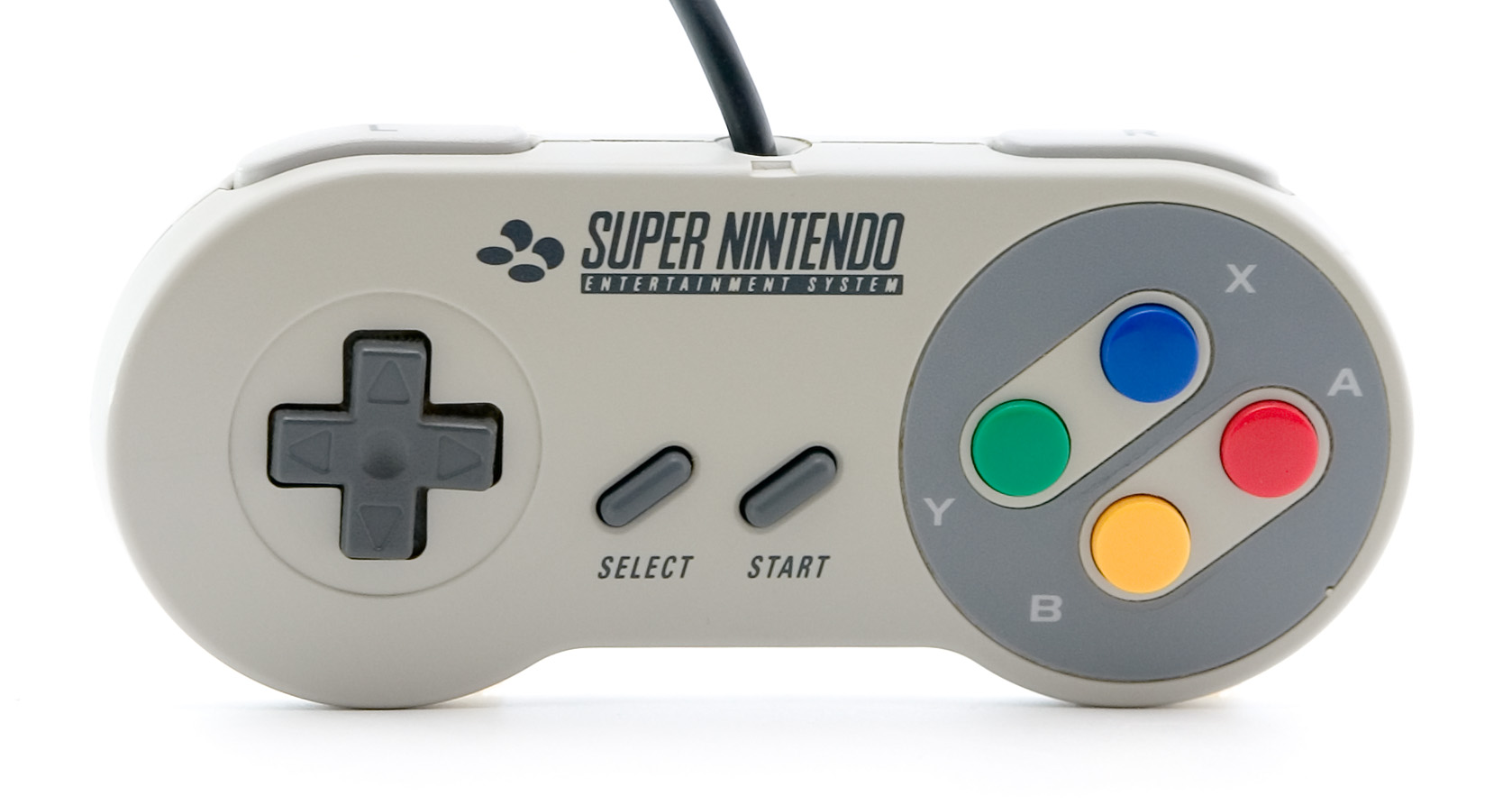
Handkontroll passande till ett Europeiskt Super Nintendo

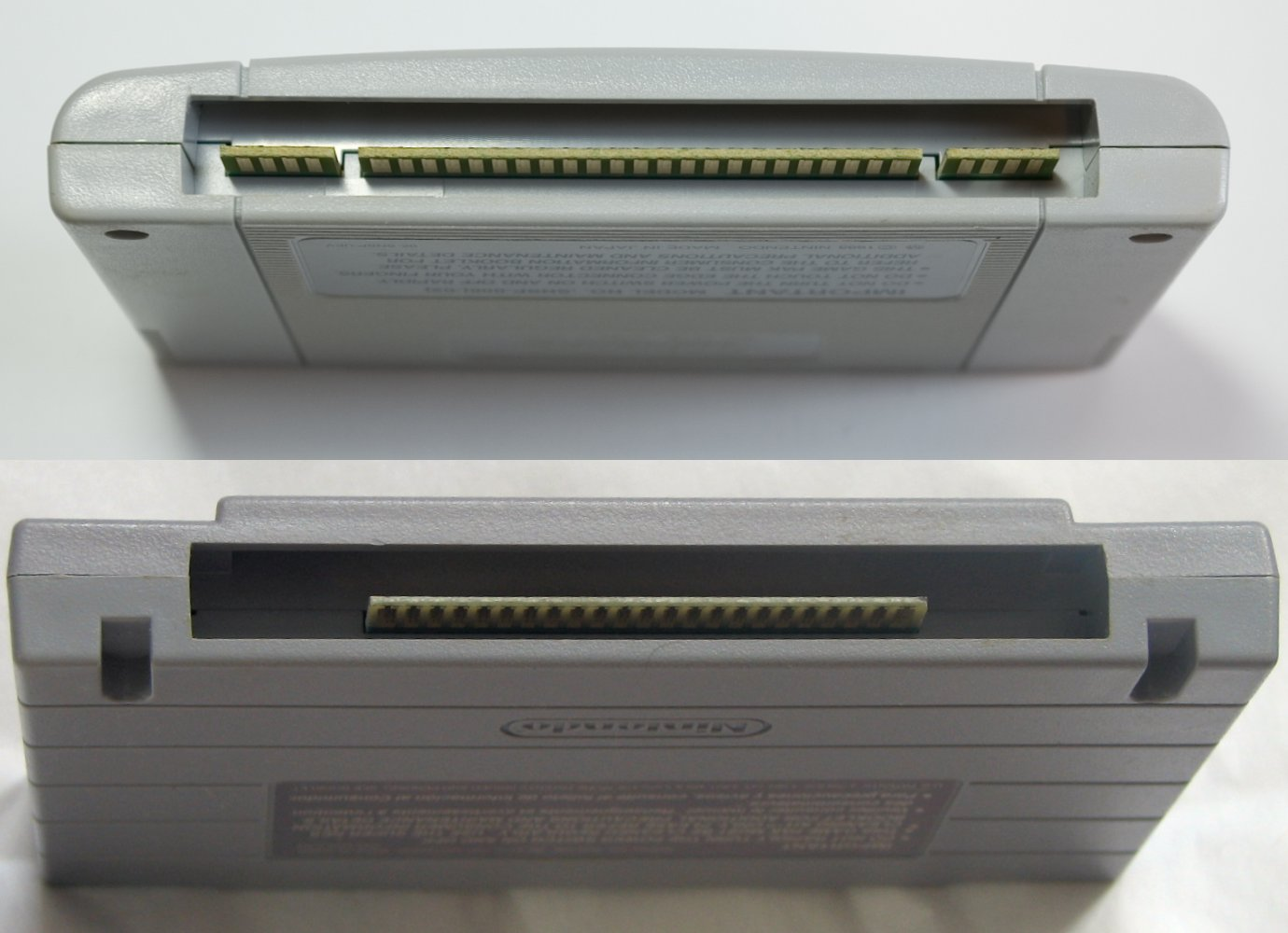
Super Nintendo Entertainment System-spelkassetter. Europeiska PAL-versionen överst och den Nordamerikanska NTSC-versionen under.

Super Nintendo Entertainment System (Super NES, Super Nintendo eller SNES, i Japan Super Famicom) är en spelkonsol tillverkad av Nintendo. Den är uppföljaren till Nintendos tidigare framgångsrika spelkonsol NES (i Japan Famicom).

## Historia
Efter Segas framgång med sin 16-bitars Mega Drive tvingades Nintendo att lansera någonting nytt. Uppgiften att konstruera den nya konsolen fick Masayuki Uemura.
Super Famicom släpptes 21 november 1990 i Japan, konsolen blev en omedelbar succé och Nintendo hade problem med att möta den stora efterfrågan, vissa affärer anordnade lotterier om vilka som skulle få köpa konsolerna. Super Famicom såldes utan medföljande spel medan Super Nintendo som släpptes i USA 1991 och i Europa 1992 levererades tillsammans med Super Mario World. 
Nintendo of America slutade producera maskinen 1999, ungefär två år efter att spelet Kirby's Dream Land 3 släpptes den 27 november 1997. I Japan blev den sista speltiteln som släpptes Metal Slader Glory Director's Cut den 1 december år 2000, och produktionen av Super Famicom-spelmaskinerna upphörde i september 2003. 2005 meddelade Nintendo att SNES-titlar skulle bli nedladdningsbara till Wiis Virtual Console-service. 2007 meddelade Nintendo att man inte längre kommer reparera Famicom- och Super Famicom-maskiner på grund av brist på nödvändiga delar.

## Super Nintendo i Sverige
Super Nintendo släpptes i Sverige den 4 juni 1992 och distribuerades av Bergsala som varit generalagent för Nintendo sedan 1981. Tillgången på konsoler var begränsad så inför lanseringen kunde inte Nintendo ge ett tydligt besked till Bergsala när lanseringen i Norden skulle kunna ske. Storbritannien prioriterades och var först ut i Europa den 11 april 1992. Bergsalas marknadschef Lars Jarhamn kom då på idén att arrangera en tävling där man skulle gissa vilket datum som Super Nintendo skulle lanseras i Sverige. SNES visades även upp på Nintendo on Tour som var en stor turné med Nintendo-SM, uppträdanden och karaoke under våren 1992. På varje deltävling runtom i landet var första pris en Super Nintendo-konsol.
För att marknadsföra Super Nintendo så finansierade Bergsala tv-programmet Super Nintendo Challenge på ZTV genom att köpa reklamspottar. Programmet hade premiär november 1992 och sändes vardagseftermiddagar klockan 15:30. Programledare var Anna Valdsoo. Tittare ringde in för att spela i direktsändning med sin telefon vilket skedde med tonval där de olika telefonknapparna gav olika ljud vilket gjorde att de analoga signalerna kunde användas som kommandon för att styra spelet. Street Fighter II, Super Mario Kart och Starwing var några av spelen som var med i programmet. Super Nintendo Challenge pågick fram till sommaren 1993 då det ersattes av programmet Funhouse.
Andra initiativ från Bergsala var sponsring av dragracing. Föraren Tony Dönges sponsrades 1990-1994 och körde en röd bil med Nintendo-logotype. När Super Nintendo var aktuell så genomfördes en turné till fem köpcentrum med dragracern och åtta demostationer.
Hösten 1993 så var Super Nintendo med i 14 program av Bingolotto. Bergsala ansåg att Nintendos familjevänliga profil passade för programmet. Tävlande kunde vinna en SNES-konsol och spel vilket skedde genom ett Nintendo-hjul som programledaren Leif "Loket" Olsson snurrade på. Hjulet hade spelkaraktärer som Mario, Yoshi, Link och Fox McCloud. Under figuren syntes ett antal stjärnor som indikerade hur många spel som den tävlande vann utöver själva konsolen. 
I Sverige såldes 176 925 SNES-konsoler. Det populäraste spelet i Norden var Super Mario World med runt 139 000 exemplar. Bortser man från spel som medföljde på köpet med konsolen så var Donkey Kong Country det mest sålda i Norden med 52 299 exemplar. 

## Mest sålda spel
|    | Spel                                                | Utvecklare                     | Utgivare | Utgivningsdatum   | Sålda exemplar |
| -- | --------------------------------------------------- | ------------------------------ | -------- | ----------------- | -------------- |
| 1  | Super Mario World                                   | Nintendo EAD                   | Nintendo | 21 november 1990  | 20,610,000     |
| 2  | Super Mario All-Stars                               | Nintendo EAD                   | Nintendo | 14 juli 1993      | 10,550,000     |
| 3  | Donkey Kong Country                                 | Rare                           | Nintendo | 21 november 1994  | 9,300,000      |
| 4  | Super Mario Kart                                    | Nintendo EAD                   | Nintendo | 27 augusti 1992   | 8,760,000      |
| 5  | Street Fighter II: The World Warrior                | Capcom                         | Capcom   | 10 juni 1992      | 6,300,000      |
| 6  | Donkey Kong Country 2: Diddy's Kong Quest           | Rare                           | Nintendo | 20 november 1995  | 5,150,000      |
| 7  | The Legend of Zelda: A Link to the Past             | Nintendo EAD                   | Nintendo | 21 november 1991  | 4,610,000      |
| 8  | Super Mario World 2: Yoshi's Island                 | Nintendo EAD                   | Nintendo | 5 augusti 1995    | 4,120,000      |
| 9  | Street Fighter II Turbo                             | Capcom                         | Capcom   | 11 juli 1993      | 4,100,000      |
| 10 | Star Fox (Starwing i Sverige)                       | Nintendo EAD Argonaut Software | Nintendo | 21 februari 1993  | 4,000,000      |
| 11 | Donkey Kong Country 3: Dixie Kong's Double Trouble! | Rare                           | Nintendo | 22 november 1996  | 3,510,000      |
| 12 | Final Fantasy VI                                    | Square                         | Square   | 2 april 1994      | 3,420,000      |
| 13 | Killer Instinct                                     | Rare                           | Nintendo | 30 augusti 1995   | 3,200,000      |
| 14 | Dragon Quest VI                                     | Heartbeat                      | Enix     | 9 december 1995   | 3,200,000      |
| 15 | F-Zero                                              | Nintendo EAD                   | Nintendo | 21 november 1990  | 2,850,000      |
| 16 | Dragon Quest V                                      | Chunsoft                       | Enix     | 27 september 1992 | 2,800,000      |
| 17 | Chrono Trigger                                      | Square                         | Square   | 11 mars 1995      | 2,500,000      |
| 18 | Final Fantasy V                                     | Square                         | Square   | 6 december 1992   | 2,450,000      |
| 19 | Mario Paint                                         | Nintendo R&D1                  | Nintendo | 14 juli 1992      | 2,310,000      |
| 20 | Super Mario RPG                                     | Square                         | Nintendo | 9 mars 1996       | 2,140,000      |

## Tekniska specifikationer
Super Nintendos uppbyggnad var ovanlig för denna tid. Den var byggd på kraftfulla kretsar som utförde specifika uppgifter, som ljud och grafikprocessering. Denna uppbyggnad är vanlig i dagens tv-spelshårdvara, men var då helt nytt för spelutvecklarna. Super Nintendos uppbyggnad gjorde att spelen i början var av lägre kvalitet än senare, då utvecklarna använde tekniken fullt ut. Konsolen var till exempel den första som använde akustikeffekter i tv-spelsljud.
- Processor
  - Processor: Ricoh 5A22 16-bitars processor som arbetar med 3,54 MHz, med 128 kB RAM-minne
- Ljud
  - Super NES har ett avancerat ljudsystem som kan skapa ljud liknande en wavetable-synt
  - Ljudkontrollerkrets: 8-bitars Sony SPC700 som arbetar med 4,1 MHz, med 64 kB RAM-minne
  - Huvudljudkrets: 8-kanals Sony S-DSP med hårdvarudekomprimering ADPCM
  - Minnets cykeltid: 279 minuter
  - Lågpassfilter för förbättrad kvalitet av lågfrekventa (bas-) toner
  - Kassettstorlek: 2 till 64 MB
  - Ljudminne: 64 kB
  - Ljudkanaler: 8, använder komprimerade wave-samplingar
  - Pulskodsmodulering: 16-bitars ADPCM
- Video
  - Bildhanteringsenhet: 16-bitars
  - Palettstorlek: 32 768 färger
  - Maximalt antal färger på skärmen: 256
  - Textur- och map-minne: 64 kB
  - Upplösning: från 256 × 224 pixlar till och med 512 × 448 pixlar. De flesta spelen använde 256 × 224 pixlar eftersom huvudprocessorn inte kunde hantera högre upplösningar i maximal hastighet; de högre upplösningarna användes främst till mindre processorkrävande spel och för att visa menyer i spelen, textboxar och högupplösta bilder.
  - Maximalt antal spritear samtidigt på skärmen: 128 (32 per linje)
  - Maximalt antal sprite-pixlar per scanline: 256.
  - Videosignal: Kompositvideo, RF, RGB och S-Video
- Nätaggregat
  - Transformatorinmatning: 230 V AC, 50 Hz
  - Transformatorutmatning: 9,8 V AC, 1,3 A (12,74 watt)
- Handkontroll
  - Svarstid: Upp till 16 millisekunder (60 Hz poll-rate)
  - Två sjupins handkontrollsportar på framsidan av maskinen.

## Originaltillbehör
- Satellaview
- Super Game Boy ett tillbehör som gör det möjligt att använda Game Boy-spel på en SNES-konsol.
- Super Scope, en trådlös ljuspistol med ett utseende likt en bazooka.
- En SNES-mus skapades för det kreativa spelet Mario Paint.
- Super Multitap som är en adapter med vilken man kan koppla in fyra stycken handkontroller till en port.

### Fotnoter
1. ↑  Hirohiko Niizumi (30 maj 2003). ”Nintendo to end Famicom and Super Famicom production” (på engelska). Gamespot. http://www.gamespot.com/articles/nintendo-to-end-famicom-and-super-famicom-production/1100-6029220/. Läst 20 oktober 2016.
2. 1 2 3   Super Nintendo i Sverige. Fandrake. 2021. Libris ft6ltzvwc3hvrcpg. ISBN 978-91-984567-8-3. Läst 3 januari 2023
3. ↑  Martin Lindell (4 februari 2022). ”Super Nintendo på ZTV”. Martin Lindell. https://martinlindell.com/2022/02/04/super-nintendo-pa-ztv/. Läst 3 januari 2024.
4. ↑  Martin Lindell (16 december 2021). ”Tony Dönges och Nintendo-dragstern”. Martin Lindell. https://martinlindell.com/2021/12/16/tony-donges-och-nintendo-dragstern/. Läst 3 januari 2024.